# جرج وایت
جرج وایت (انگلیسی: George White؛ ‏ ۲۰ اوت ۱۹۱۱ – ۱۵ فوریهٔ ۱۹۹۸) تدوین‌گر اهل ایالات متحده آمریکا بود.
از فیلم‌هایی که وی در آن‌ها نقش داشته‌است، می‌توان به چالشی برای لسی، ساعت، پستچی همیشه دو بار زنگ می‌زند، خیابان دلفین سبز، زندگی خودش، مهمیز برهنه و جام نقره اشاره نمود.